# فصيحة (اسم)
فصيحة هو اسم علم مؤنث من أصل عربي، ومعناه هو المقيمة بين قوم ليست منهم.

## وصلات خارجية
- موسوعة السلطان قابوس لأسماء العرب نسخة محفوظة 5 أبريل 2019 على موقع واي باك مشين.